# تالش، اسماعیل‌لی
تالش (به ترکی آذربایجانی: Talış) منطقهٔ‌ای مسکونی در جمهوری آذربایجان است که در شهرستان اسماعیل‌لی واقع شده‌است. تالش ۲۶۳ نفر جمعیت دارد.